# Escuts i banderes del Baix Vinalopó
Els escuts i banderes del Baix Vinalopó són el conjunt de símbols que representen els municipis d'aquesta comarca.
En aquest article s'hi inclouen els escuts i les banderes oficialitzats per la Generalitat Valenciana i els que se van aprovar per l'administració de l'Estat abans de les transferències a la Generalitat Valenciana, així com altres que no han estat oficialitzats.

## Escuts oficials

Crevillent Aprovat el 26 d'abril de 1962.[1] Modificat el 3 de desembre de 1999
Elx Rehabilitat el 27 de febrer de 2003

## Escuts sense oficialitzar

Santa Pola

## Banderes oficials

Crevillent Aprovada el 7 d'octubre de 2004

## Banderes sense oficialitzar

Elx
Santa Pola